# Павловка (Сватовский район)
Павловка (укр. Павлівка) — село, относится к Сватовскому району Луганской области Украины.
Население по переписи 2001 года составляло 55 человек. Почтовый индекс — 92641. Телефонный код — 6471. Занимает площадь 0,002 км². Код КОАТУУ — 4424083003.

## Местный совет
92640, Луганская обл., Сватовский р-н, с. Маньковка, ул. Центральная, 28